# Hospital de El Escorial
El Hospital de El Escorial es un centro público hospitalario situado en San Lorenzo de El Escorial (Madrid), integrado en el Servicio Madrileño de Salud de la Comunidad de Madrid, presta atención sanitaria especializada a la población del distrito 2 del área 6 de dicha Comunidad. 

## Localización
Se encuentra en el área noroeste de la Comunidad de Madrid, en la salida noreste de San Lorenzo de El Escorial, en el kilómetro 6,255 de la carretera de Guadarrama (M-600), a 49 km de Madrid.
La población potencial a la que atiende era, en el año 2008, de 232.879 habitantes, correspondientes a los municipios de Galapagar con 31.261, Colmenarejo con 7.972, San Lorenzo de El Escorial con 17.346, El Escorial con 14.873, Valdemorillo con 10.890, Robledo de Chavela con 3.773, Zarzalejo con 1.469, Navalagamella con 2.161, Fresnedillas de la Oliva con 1.392, Santa María de la Alameda con 1.178, Torrelodones con 21.231, Hoyo de Manzanares con 7.457, Guadarrama con 14.318, Los Molinos con 4.558, Cercedilla con 6.970, Moralzarzal con 11.318, Becerril de la Sierra con 5.022, Navacerrada con 2.675, Collado Villalba con 54.658, y Alpedrete con 12.357.

## Medios de transporte

### En bus
| Línea | Recorrido                                                        |
| ----- | ---------------------------------------------------------------- |
| 640   | San Lorenzo de El Escorial - Robledo de Chavela - Valdemaqueda   |
| 660   | San Lorenzo de El Escorial - Guadarrama - Villalba               |
| 661   | Madrid (Moncloa) - San Lorenzo de El Escorial (por Galapagar)    |
| 664   | Madrid (Moncloa) - San Lorenzo de El Escorial (por Guadarrama)   |
| 669   | San Lorenzo de El Escorial - Villanueva de la Cañada             |
| 669A  | San Lorenzo de El Escorial - Fresnedillas - Navalagamella        |
| 2     | El Escorial - San Lorenzo de El Escorial - Hospital - La Pizarra |
| 3     | El Escorial - Las Zorreras                                       |
| 4     | Circular San Lorenzo de El Escorial                              |

### En tren
| Estación    | Líneas de Cercanías | Servicios                           | Zona |
| ----------- | ------------------- | ----------------------------------- | ---- |
| El Escorial |                     | Ascensor · Aparcamiento en estación |      |

## Historia
El origen de la dotación de infraestructura hospitalaria en San Lorenzo de El Escorial se remonta al reinado de Carlos III, quien promovió la construcción del Hospital San Carlos, en pleno casco urbano del pueblo de San Lorenzo de El Escorial, para atender a los trabajadores y obreros de las viviendas que se construían en él, encargando la obra a Juan Esteban, que la realizó entre 1771 y 1774, erigiendo un modesto nosocomio con dignas instalaciones de cuarenta camas, considerado entre los primeros hospitales de Europa. En él sus escasos médicos se afanaban en la atención a parturientas, cuidados de lepra, tratando padecimientos y heridas.
Las reformas sucesivas del edificio de San Carlos de San Lorenzo de El Escorial, las desarrollaría más tarde Juan de Villanueva, financiadas por las representaciones teatrales del Coliseo y las corridas de toros. En 1801 se amplía la sala principal, donde se atenderían las consecuencias de la tuberculosis y las epidemias de viruela y cólera muy comunes en esa época. La titularidad del Hospital San Carlos, tras el destronamiento de Isabel II, pasa al municipio de San Lorenzo, que consigue fondos suficientes para rehabilitarlo. En sus salas, se comenzaban a aplicar los modernos conocimientos en antisepsia y los saberes básicos de patología médica de Virchow, pero en el botiquín sólo se disponía de escasos remedios específicos contra algunas infecciones: quinina contra la malaria, mercurio contra la sífilis, ipecacuana contra la disentería amebiana y antitoxinas contra la difteria y el tétanos. 
Desde 1920, se crean, para el tratamiento de la tuberculosis, hospitales monográficos como el precursor del actual centro: “Hospital Monografico de las Enfermedades del Tórax” y entidades tales como el “Patronato Nacional Antituberculoso”, del que dependía. El Hospital, depauperado y desolado es rescatado en 1940 para ser destinado a Centro Secundario de Higiene para indigentes y ancianos, así como viviendas para monjas y enfermeras. 
En 1943, Carmen Polo, es nombrada alcaldesa honoraria del real Sitio de San Lorenzo por lo que el hospital cambia su denominación por la de "Hospital de La Alcaldesa". En los años 70, experimenta una modernización notable, de tal modo que entre 1974 y 1976 se reforma en profundidad y funciona como hospital local, dotado de diversas especialidades y asistencia médico-quirúrgica, que han perturado hasta la actualidad.

## Características
El Hospital de El Escorial es un edificio de seis plantas: Sótano, Planta Baja, Primera, Segunda, Tercera y Cuarta. Cuenta con 94 camas en habitaciones dobles todas ellas con cuarto de baño, con teléfono, TV, además de los sistemas necesarios de comunicación con el control de enfermería. 
| PLANTA BAJA: ZONA OESTE - Serv. de Farmacia. - Consultas: - Urología. - P. Funcionales. - ORL. | ZONA CENTRAL - Serv. de Urgencias. - Serv. Radiodiagnóstico: - TAC. - Radiología. - Ecografías. | ZONA ESTE - Cafetería. - Serv. de Admisión. - Citas. - Extracciones. - Consulta de: - Traumatología. |

| PLANTA 1ª: ZONA OESTE - Consultas de: - Cardiología. - Hematología. - Anatomía Patológica. - Banco de sangre. - Hemodonación. - Fisioterapia. | ZONA CENTRAL - Radiología. - Laboratorio. - Consulta de: - Preanestesia. - Serv. de Información - Serv. Atención al Paciente | ZONA ESTE - Consultas de: - Digestivo. - Medicina Interna. - Oftalmología. - Cirugía. - Reumatología. - Neumología. - Endoscopias. |

| PLANTA 2ª: ZONA OESTE - Hospitalización. - Hab. 201 a 215. - Obstetricia. - Ginecología. - Pediatría. - Nido. | ZONA CENTRAL - Quirófanos. | ZONA ESTE - Dilatación. - Paritorio. - Quirófano Ginecología. - Consultas de: - Tocología. - Ginecología. - Pediatría. |

| PLANTA 3ª: ZONA OESTE - Consultas de : - Psiquiatría. - Serv. Medicina Preventiva. | ZONA CENTRAL - Hospital de Día. - Cirugía Mayor Ambulatoria. - Reanimación. - Consulta de Anestesia. | ZONA ESTE - Hospitalización. - Hab. 325 a 347. - Traumatología. - Cirugía. |

| PLANTA 4ª: ZONA OESTE - Hospitalización - Unidad de Corta Estancia - Hab. 401 a 423 - Neumología - Medicina Interna - Urología | ZONA CENTRAL - Salón de actos - Capilla | ZONA ESTE - Hospitalización - Hab. 425 a 447 - Medicina Interna |

## Servicios
Consta de 4 unidades de hospitalización (medicina, cirugía, maternidad y pediatría), Unidad de Cuidados Intensivos de adultos, Unidad de Cuidados Intensivos Neonatal y Pediátrica, 3 quirófanos, Hospital de Día, 18 consultas, laboratorio, anatomía patológica, radiología, unidad de endoscopias y Urgencias, además de disponer de una cafetería-restaurante, una capilla, tanatorio y salón de actos. 
El Hospital de Día o Unidad de Corta Estancia cuenta con numerosas salas de consulta, salas de espera y además servicios para tratamientos que no precisan hospitalización y en relación con más de 30 especialidades médicas y quirúrgicas que se desarrollan a través de un cuadro de especialistas, tanto de adultos como de niños.
Dispone de todos los recursos técnicos y humanos necesarios para la atención de cualquier urgencia médico-quirúrgica, tanto en adultos como en niños, durante las 24h del día, todos los días del año, incluyendo la presencia constante de médicos de urgencias, traumatólogos, pediatras, intensivistas de adultos y niños, tocoginecólogos, anestesistas e internistas, entre otros.

## Equipamiento
- Hospitalización General con 94 camas.
- Hospital de Día con 2 puestos.
- Hospitalización Pediátrica.
- Hospitalización Urológica.
- Hospitalización Obstétrico-ginecológica.
- Hospitalización Neumológica.
- Nido.
- Unidad de Cuidados Intensivos de adultos.
- Unidad de Cuidados Intensivos Pediátricos y Neonatología.
- Urgencias.
- Banco de Sangre
- Hemodonación
- Fisioterapia
- Consultas con 18 despachos.
- Unidad de Endoscopias Digestivas, con sala de despertar.
- Quirófano: 3 quirófanos. Sala de despertar.
- Servicio de Radiodiagnóstico: Servicio de Radiodiagnóstico.TAC. Telemando. Mamógrafo digital. Dos salas de ecografías.